# King's College (Cambridge)

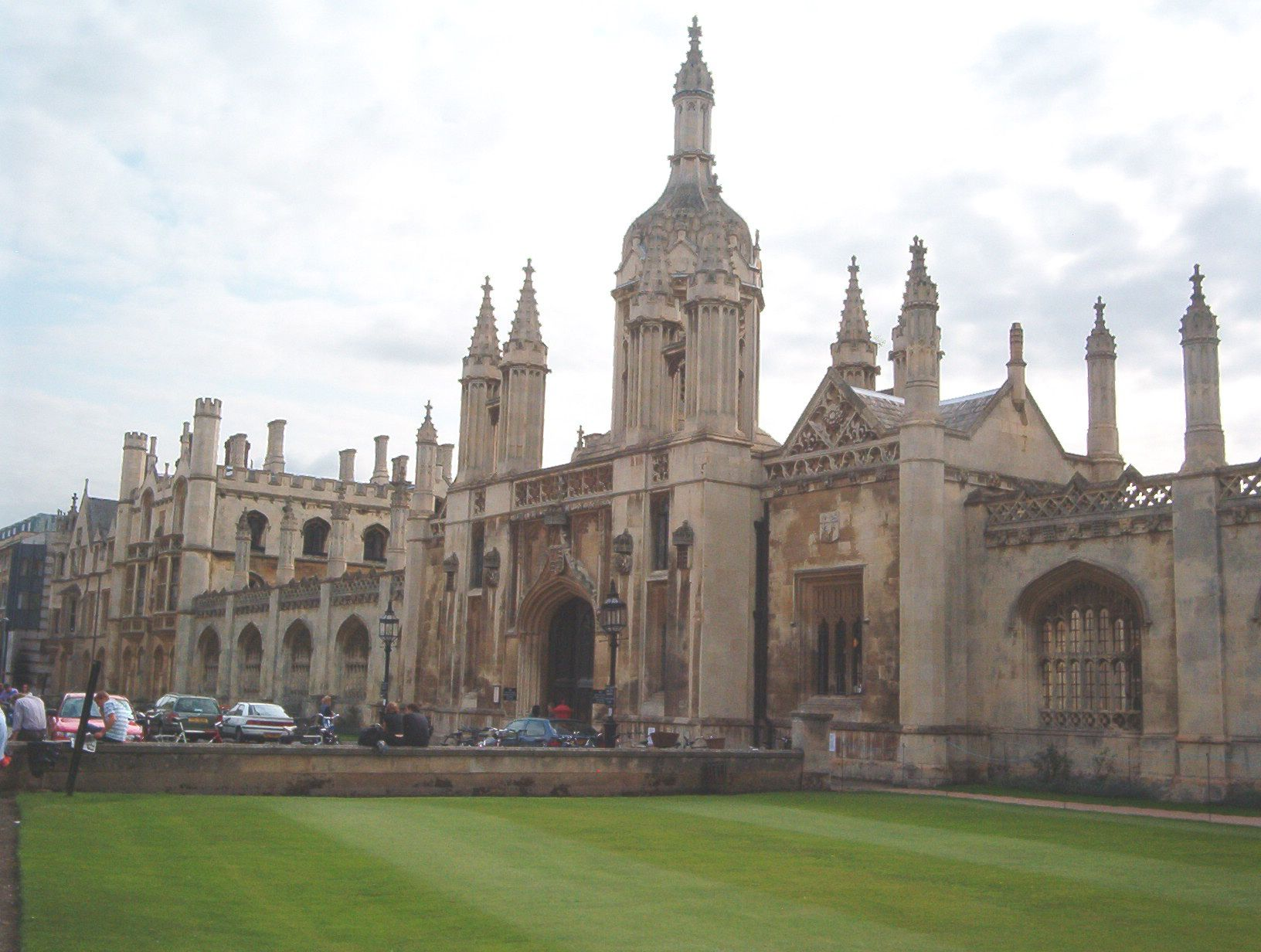
L'ingresso, costruito in stile neogotico, visto da King's Parade.

Il King's College di Cambridge è uno dei college che costituiscono l'Università di Cambridge. Ufficialmente The King's College of Our Lady and St. Nicholas (Collegio reale di Nostra Signora e San Nicola), viene spesso chiamato King's all'interno dell'università.

## Storia
Il King's fu fondato nel 1441 dal re Enrico VI. Il progetto originale era abbastanza modesto, ma nel 1445 fu deciso che sarebbe diventato un esempio magnifico di patronato reale. Avrebbe dovuto esserci un Provost e 70 studiosi, occupare un sito importante al centro di Cambridge la cui demolizione drastica avrebbe implicato la chiusura di diverse strade. Al college vennero garantiti molti privilegi feudali, tutto questo supportato da generose donazioni da parte del re.
Il college inizialmente era dedicato ai ragazzi provenienti dal collegio di Eton, anch'esso fondato da Enrico VI. La connessione con Eton rimase forte per molti anni: i primi studenti non etoniani furono ammessi nel 1865, i primi fellow non etoniani furono eletti nel 1873.
Gli edifici originali del college, ora parte del complesso delle Old Schools, furono iniziati nel 1441, ma già nel 1443 si decise di intraprendere un piano di costruzione molto più ambizioso. Quel progetto sopravvive nel Founders Will (testamento dei fondatori) del 1448 che descrive in dettaglio una maestosa corte con una cappella su un lato. Ma nei successivi dieci anni, la guerra civile fece sì che i fondi del re furono tagliati. Quando fu deposto nel 1461, i muri della cappella erano alti circa 20 metri sul lato orientale, solo 2,5 metri su quello occidentale: una linea di costruzione che si può tuttora vedere come confine tra la pietra più chiara nella parte inferiore e più scura nella parte superiore. I lavori procedettero sporadicamente per una generazione, finché nel 1508 il nipote del fondatore, re Enrico VII, si impegnò a completare lo scheletro dell'edificio. Gli interni dovettero aspettare un'altra generazione e furono completati nel 1544 con l'aiuto di Enrico VIII.
Si è speculato sul fatto che la scelta del college come beneficiario - da parte di Enrico VII e VIII - fosse essenzialmente politica, con Enrico VIII, in particolare, preoccupato di legittimare un nuovo regime Tudor dopo la guerra civile, mostrando munificenza nei confronti del Collegio Reale per eccellenza. È certamente vero che i successivi lavori di costruzione furono marcati con la rosa Tudor ed altri simboli della dinastia, in aperta opposizione alle direttive del Founders Will.
Nel 2000, la rivista Time ha pubblicato una lista delle persone considerate più influenti nel XX secolo. In una lista piuttosto americano-centrica di 100 nomi, il King's era l'unica istituzione europea a contare due nomi: Alan Turing e John Maynard Keynes, entrambi ex-studenti e fellows del college. Tra gli altri vi sono Primi Ministri ed arcivescovi.

## Cappella del King's College

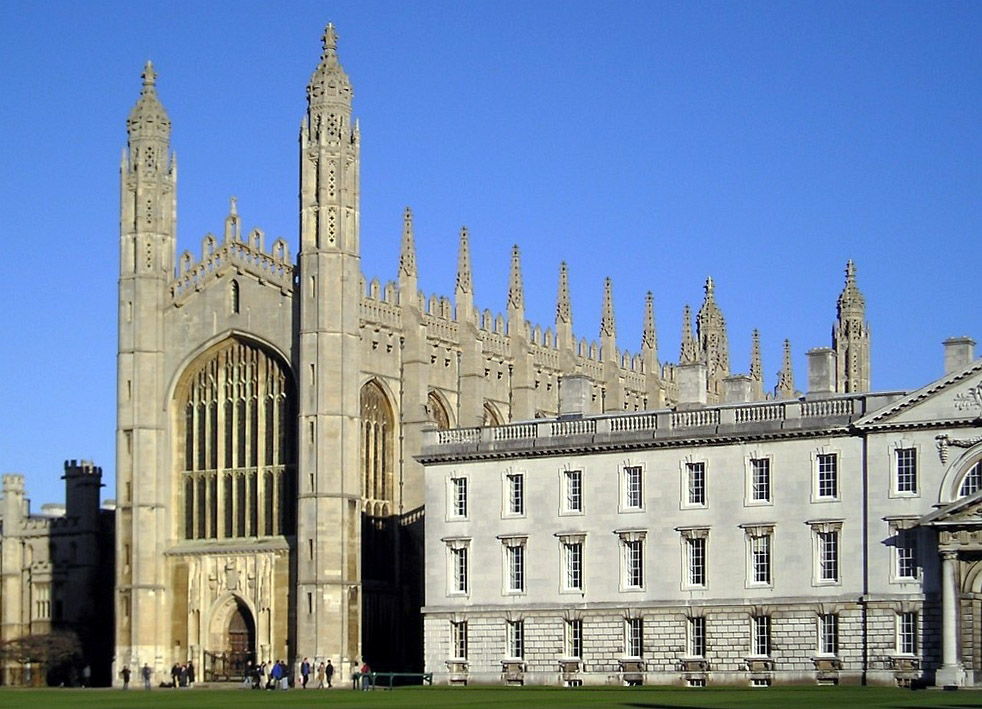
La cappella del King's College (parzialmente coperta dal Gibbs' Building), vista dai Backs

La cappella del college, un esempio di architettura tardogotica, fu costruita in tre fasi per periodo di circa 100 anni. Gran parte della pietra usata nella costruzione provenne dall'abbazia di Ramsey. Uno dei 'master-mason' (capomastro) fu l'architetto inglese John Wastell.
La cappella presenta la volta a ventaglio più grande del mondo, finestre con vetrate ed il dipinto "L'adorazione dei Magi" di Peter Paul Rubens.

## Studiare al King's
La Tompkins Table, classifica non ufficiale e talvolta controversa, ha visto il King's al decimo posto tra i 29 college dell'Università nel 2005; la posizione del college è oscillata tra la decima e la ventesima tra il 2000 ed il 2005.
Il King's offre tutti i corsi disponibili nell'università tranne magistero e veterinaria, anche se i direttori degli studi per alcune materie sono fellows di altri college.
Sin dalla fondazione il college possiede una biblioteca che fornisce libri per tutti gli studenti e che copre tutte le materie insegnate. Possiede circa 130.000 libri, alcuni disponibili per l'insegnamento e la consultazione, altri sono libri rari o manoscritti.

## Vita degli studenti
Come tutti i college di Cambridge, il King's possiede un sindacato degli studenti, sia undergraduates (King's College Student Union o KCSU) e graduates (King's College Graduate Society o KCGS). Con una tradizione di maggiore attività politica rispetto ad altri college, gli studenti del King's hanno usato entrambe le organizzazioni come assistenza nei processi decisionali sia nel college che nell'università - gli studenti del King's hanno iniziato un efficace sciopero dell'affitto, estesosi a tutta l'università, attraverso la fondazione della King's Access Alliance, nell'anno accademico 1999-2000 in risposta all'aumento dei costi (che, secondo loro, minacciava di scoraggiare alcune domande di ammissione e cambiare quindi la composizione sociale del corpo studentesco); un secondo sciopero nel 2003, invece, ebbe molto meno successo.
Il King's possiede un locale chiamato Cellar Bar, una piccola stanza nei sotterranei del college, che spesso ospita gruppi musicali e serate. Il bar principale del King's è molto più antico, ed è luogo di incontro informale tra gli studenti. Un giornalista del Times ha definito la (controversa) decisione del college di ritinteggiare il bar di beige al posto del tradizionale rosso (di ispirazione socialista) e di rimuovere una falce e martello dipinta, rimessa al suo posto poco tempo prima della pubblicazione dell'articolo, come uno dei fattori che hanno portato alla decisione da parte di Dame Judith Mayhew di dimettersi da Provost dopo solo due anni. Il King's ha anche una caffetteria a fianco del bar. Un altro bar è il Vacation Bar, o "vac bar", gestito dai graduates.
Il King's College non ospita un May Ball ma solo una versione più informale chiamata King's Affair.